# Dennehof
Dennehof is een dorp in de Zuid-Afrikaanse provincie West-Kaap. Dennehof behoort tot de gemeente Theewaterskloof dat onderdeel van het district Overberg is.